# Canton d'Auxerre-3
Le canton d'Auxerre-3 est une circonscription électorale française située dans le département de l'Yonne et la région Bourgogne-Franche-Comté.

## Histoire
Un nouveau découpage territorial de l'Yonne entre en vigueur à l'occasion des premières élections départementales suivant le décret du 13 février 2014. Les conseillers départementaux sont, à compter de ces élections de mars 2015, élus au scrutin majoritaire binominal mixte. Les électeurs de chaque canton élisent au Conseil départemental, nouvelle appellation du Conseil général, deux membres de sexe différent, qui se présentent en binôme de candidats. Les conseillers départementaux sont élus pour 6 ans au scrutin binominal majoritaire à deux tours, l'accès au second tour nécessitant 12,5 % des inscrits au 1er tour. En outre la totalité des conseillers départementaux est renouvelée. Ce nouveau mode de scrutin nécessite un redécoupage des cantons dont le nombre est divisé par deux avec arrondi à l'unité impaire supérieure si ce nombre n'est pas entier impair, assorti de conditions de seuils minimaux. Dans l'Yonne, le nombre de cantons passe ainsi de 42 à 21.
Le canton d'Auxerre-3 est créé par ce décret. Il est formé d'une fraction d'Auxerre et de 6 communes de l'ancien canton d'Auxerre-Est. Il est entièrement inclus dans l'arrondissement d'Auxerre. Le bureau centralisateur est situé à Auxerre.

## Représentation
| Période élective | Période élective | Mandat | Mandat   | Identité             | Nuance | Nuance | Qualité |
| ---------------- | ---------------- | ------ | -------- | -------------------- | ------ | ------ | --- |
| 2015             | 2021             | 2015   | 2021     | Christophe Bonnefond |        | LR     | Cadre, Maire de Venoy 7ème vice-président du Conseil départemental                                                                                                  |
| 2015             | 2021             | 2015   | 2021     | Isabelle Joaquina    |        | LR     | 10ème Vice-présidente du Conseil départemental, ancienne conseillère municipale d'Auxerre                                                                           |
| 2021             | 2028             | 2021   | en cours | Christophe Bonnefond |        | LR     | Conseiller sortant 3ème vice-président du conseil départemental, chargé des travaux, des routes et de l'immobilier (dont les bâtiments, à l'exception des collèges) |
| 2021             | 2028             | 2021   | en cours | Isabelle Joaquina    |        | LR     | Conseillère sortante, adjointe au maire d'Auxerre |

### Résultats détaillés

#### Élections de mars 2015
À l'issue du 1er tour des élections départementales de 2015, trois binômes sont en ballottage : Christophe Bonnefond et Isabelle Joaquina (Union de la Droite, 35,36 %), Souad Aouami et Daniel Lubraneski (Union de la Gauche, 27,51 %) et Sandy Berbigette et Aude De Parseval (FN, 26,74 %). Le taux de participation est de 51,13 % (5 074 votants sur 9 924 inscrits) contre 51,97 % au niveau départemental et 50,17 % au niveau national.
Au second tour, Christophe Bonnefond et Isabelle Joaquina (Union de la Droite) sont élus avec 40,52 % des suffrages exprimés et un taux de participation de 53,98 % (2 087 voix pour 5 357 votants et 9 924 inscrits).

#### Élections de juin 2021
Le premier tour des élections départementales de 2021 est marqué par un très faible taux de participation (33,26 % au niveau national). Dans le canton d'Auxerre-3, ce taux de participation est de 33,72 % (3 217 votants sur 9 540 inscrits) contre 35,12 % au niveau départemental. À l'issue de ce premier tour, deux binômes sont en ballottage : Christophe Bonnefond et Isabelle Joaquina (LR, 48,62 %) et Laurence Bondoux et Andrew Walkden (Union à gauche, 19,29 %).
Le second tour des élections est marqué une nouvelle fois par une abstention massive équivalente au premier tour. Les taux de participation sont de 34,36 % au niveau national, 36,29 % dans le département et 35,66 % dans le canton d'Auxerre-3. Christophe Bonnefond et Isabelle Joaquina (LR) sont élus avec 64,15 % des suffrages exprimés (2 008 voix pour 3 402 votants et 9 541 inscrits),,.

## Composition
| Nom                             | Code Insee | Intercommunalité  | Superficie (km2) | Population (dernière pop. légale)               | Densité (hab./km2) | Modifier                                    |
| ------------------------------- | ---------- | ----------------- | ---------------- | ----------------------------------------------- | ------------------ | ------------------------------------------- |
| Auxerre (bureau centralisateur) | 89024      | CA de l'Auxerrois | 49,95            | Fraction : 9 071 (2022) Commune : 35 236 (2022) | 705                | modifier les données · modifier les données |
| Augy                            | 89023      | CA de l'Auxerrois | 5,05             | 963 (2022)                                      | 191                | modifier les données · modifier les données |
| Bleigny-le-Carreau              | 89045      | CA de l'Auxerrois | 10,29            | 282 (2022)                                      | 27                 | modifier les données · modifier les données |
| Champs-sur-Yonne                | 89077      | CA de l'Auxerrois | 4,39             | 1 534 (2022)                                    | 349                | modifier les données · modifier les données |
| Quenne                          | 89319      | CA de l'Auxerrois | 8,72             | 489 (2022)                                      | 56                 | modifier les données · modifier les données |
| Saint-Bris-le-Vineux            | 89337      | CA de l'Auxerrois | 31,23            | 1 024 (2022)                                    | 33                 | modifier les données · modifier les données |
| Venoy                           | 89438      | CA de l'Auxerrois | 22,74            | 1 747 (2022)                                    | 77                 | modifier les données · modifier les données |
| Canton d'Auxerre-3              | 8903       |                   |                  | 15 110 (2022)                                   |                    | modifier les données                        |

Le canton d'Auxerre-3 comprend :
1. six communes entières,
2. la partie de la commune d'Auxerre située à l'est d'une ligne définie par l'axe des voies et limites suivantes : depuis la limite territoriale de la commune de Monéteau, cours de l'Yonne, boulevard de la Chaînette, rue de Paris, rue de la Draperie, rue Paul-Bert, rue Marie-Noël, rue du Pont, pont Paul-Bert, cours de l'Yonne, jusqu'à la limite territoriale de la commune d'Augy.

## Démographie
En 2022, le canton comptait 15 110 habitants, en évolution de +2,94 % par rapport à 2016 (Yonne : −1,95 %, France hors Mayotte : +2,11 %).
| 2013   | 2018   | 2022   |
| ------ | ------ | ------ |
| 14 316 | 14 897 | 15 110 |